# Jerzy Nowakowski (1936–2018)
Jerzy Nowakowski (ur. 3 marca 1936 w Kąpielu, zm. 21 sierpnia 2018 w Poznaniu) – polski artysta plastyk, projektant, plastyk wojewódzki i miejski, działacz społeczny.

## Życiorys
Syn Antoniego Nowakowskiego i Zofii z Wiśniewskich. Po II wojnie światowej uczył się w szkole podstawowej w Ciążeniu, następnie w Technikum Budowlanym w Bydgoszczy (1951), a po roku przeniósł się do Technikum Budowlanego w Poznaniu (do 1955). Od 1957 pełnił służbę wojskową. W tym czasie organizował wystawy plastyczne. Od 1959 studiował na Państwowej Wyższej Szkole Sztuk Plastycznych; ukończył ją w 1965. Od 1961 w PZPR.
W 1963 ożenił się z Bożeną Woźniak, z którą miał dwóch synów: Andrzeja (1963) i Jacka (1971).
Pochowany na cmentarzu Jeżyckim w Poznaniu.
Od 1965 pracował i pełnił funkcje:
- asystenta projektanta w Biurze Projektów Budownictwa Przemysłowego w Poznaniu (1965),
- projektanta w Biurze Projektów Budownictwa Przemysłowego w Poznaniu (od 1965),
- starszego projektanta w Biurze Projektów Budownictwa Przemysłowego w Poznaniu (od 1971),
- wiceprezesa zarządu okręgowego Związku Polskich Artystów Plastyków (1973–1976)
- naczelnego plastyka województwa leszczyńskiego (1975–1977)
- głównego plastyka miejskiego w Poznaniu (od 1 października 1977)
- zastępcy przewodniczącego Miejskiego Komitetu Ochrony Pomników Walki i Męczeństwa, członka Rady Muzeum Armii „Poznań” (od 1982)

### Prace
- jako student:
  - projekt witryny sklepowej (I nagroda w konkursie)
  - plakat handlowy (wyróżnienie w konkursie)
  - plakat II Igrów Żakowskich w Katowicach (II nagroda zespołowa)
- projekty elewacji, wnętrz, polichromii:
  - ZREMB Poznań
  - centralnej nastawni Huty Aluminium w Koninie
  - laboratorium Instytutu Neurologii Akademii Medycznej w Poznaniu
- projekty architektoniczno-plastyczne modernizacji:
  - Centrum III
  - Kombinatu Celulozy i Papieru w Świeciu
  - piekarni mechanicznych w Gdańsku, Gdyni i Pabianicach
  - proszkowni mleka w Chodzieży, Raciążu, Rydzynie, Sieradzu
- projekty wnętrz Domu Technika w Kaliszu
- projekty wnętrz, polichromii przemysłowych w Włocławskiej Fabryce Lin i Drutu

### Wystawy
- wspólnie z Grupą „Czerwiec” w roku 1967 (debiut)
- II i III Triennale Rysunku we Wrocławiu
- XXI i XXII Festiwal Sztuk Plastycznych w Sopocie
- II Ogólnopolska Wystawa Malarstwa Młodych w Rzeszowie
- Wystawa Malarstwa Poznańskiego w Gdańsku i Sofii
- „Plastyka poznańska” w Zachęcie
- wystawa poplenerowa w „Arsenale” (1983)
- wystawa malarstwa w Płowdiwie (1984)
- wystawa malarstwa w Krakowie i w Zakładach im. Szadkowskiego w Krakowie
- wystawa w poznańskim Biurze Wystaw Artystycznych „Tadeusz Brzozowski – uczniowie i przyjaciele"
- Wystawa Malarstwa i Rzeźby Szwajcarskiej
- Wystawa Malarstwa Pigniona
- Ogólnopolska Wystawa Małych Form Rzeźbiarskich
- I i II Biennale Małych Form Rzeźbiarskich
- wystawa „XXX-lecie PRL w medalach Józefa Stasińskiego” w Pradze

### Działalność społeczna
- działalność w Radzie Uczelnianej
- I sekretarz Komitetu Uczelnianego Związku Młodzieży Socjalistycznej (2 kadencje)
- organizacja opieki studentów nad Szkołami Tysiąclecia
- utworzenie Zespołu Plastycznego w BPBP w Poznaniu, od 1970 na prawach pracowni
- członek Komitetu Budowy Pomnika Armii „Poznań”

## Odznaczenia i nagrody
- Srebrny Krzyż Zasługi
- Odznaka „Zasłużony Działacz Kultury”
- Odznaka Honorowa Miasta Poznania
- Złoty Medal „Opiekun Miejsc Pamięci Narodowej”
- Srebrna Odznaka i Odznaka XX-lecia Zrzeszenia Studentów Polskich
- stypendium Ministra Kultury i Sztuki (1967)
- nagroda zespołowa w konkursie na rozwiązanie przestrzenne Zespołu Osiedli Mieszkaniowych „Winogrady” (z Aleksandrem Borysem i Ryszardem Skupinem)
- nagroda Zarządów Głównych Związku Polskich Artystów Plastyków i Stowarzyszenia Architektów Polskich za zastosowanie malarstwa i rzeźby w architekturze
- Nagroda Miasta Poznania i Województwa Poznańskiego za działalność twórczą i upowszechnianie kultury plastycznej (1974)